# ماما (آلبوم چندآهنگه)
ماما (انگلیسی: Mama) نخستین آلبوم چندآهنگهٔ گروه پسرانه کره‌ای–چینی اکسو کی و اکسو ام است. این آلبوم چندآهنگه در ۹ آوریل ۲۰۱۲ توسط اس‌ام انترتینمنت در دو ورژن زبان، ورژن کره‌ای توسط اکسو کی و ورژن ماندارین توسط اکسو ام منتشر شد.

## تبلیغ
از دسامبر ۲۰۱۱ تا فوریه ۲۰۱۲، اس‌ام انترتینمنت بیست و سه تیزر تبلیغاتی منتشر کرد که اعضای گروه را به نمایش می‌گذاشت و در برخی از آن‌ها پیش‌نمایش‌هایی از ترانه‌های این آلبوم چندآهنگه نیز گنجانده شده بود. ترانهٔ «فرشته» به عنوان موسیقی پس‌زمینه در چهار تیزر استفاده شد. ترانهٔ «دو ماه» در تیزر شمارهٔ ۱۲ نمایش داده شد که در آن کای از اکسو کی و لِی از اکسو ام حضور داشتند. ترانهٔ «ماشین» نیز در تیزر شمارهٔ ۵ با حضور کای پخش شد. قطعهٔ «عشق چیست» در دو تیزر دیگر نیز مورد استفاده قرار گرفت.
اکسو کی برای تبلیغ ترانهٔ اصلی آلبوم یعنی «ماما» در کنار قطعهٔ «تاریخ» در برنامه‌های موسیقی کره‌ای به اجرای زنده پرداخت. آن‌ها فعالیت رسمی خود را در برنامه‌هایی از جمله اینکیگایو، ام کانت‌داون، بانک موسیقی و شو! میوزیک کور از ۸ تا ۱۵ آوریل آغاز کردند. در همین روز، اکسو ام در دوازدهمین دوره جوایز یین‌یو فنگ‌یون بانگ در چین به اجرا پرداخت.
اکسو کی به صورت هفتگی با اجرای ترانهٔ «ماما» در برنامه‌های موسیقی کره‌ای به تبلیغ آلبوم پرداخت. اکسو ام نیز با حضور به عنوان هنرمند پشتیبان در تور کنسرت سوپر شو ۴ گروه سوپر جونیور در اندونزی و شرکت مداوم در برنامه‌های موسیقی و سرگرمی تلویزیونی چین، از جمله حضور در یکی از قسمت‌های برنامهٔ هپی کمپ، از آلبوم حمایت کرد.

## انتشار و بازخورد
تک‌آهنگ پیش‌درآمد گروه با عنوان «عشق چیست» در ۳۰ ژانویه ۲۰۱۲ منتشر شد. دومین تک‌آهنگ پیش‌درآمدبه نام «تاریخ» نیز در ۹ مارس منتشر شد.
در ۳۱ مارس ۲۰۱۲، اس‌ام انترتینمنت تیزر موزیک ویدئوی تک‌آهنگ اصلی آلبوم یعنی «ماما» را در شوی ویژهٔ گروه اکسو در سئول، کره جنوبی رونمایی کرد.[ در ۶ آوریل، این شرکت تصاویر جلد آلبوم را برای نسخه‌های اکسو کی و اکسو ام منتشر کرد. این آلبوم چندآهنگه در ۹ آوریل ۲۰۱۲ به‌طور همزمان در چین، کره جنوبی و فروشگاه بین‌المللی آی‌تیونز استور عرضه شد.
هر دو نسخهٔ این آلبوم با موفقیت تجاری همراه بودند. نسخهٔ اکسو کی به رتبهٔ نخست جدول آلبوم‌های گائون کره جنوبی رسید، رتبهٔ چهارم را در جدول آلبوم‌های سینا در چین کسب کرد و در رتبهٔ هشتم جدول آلبوم‌های جهانی بیلبورد قرار گرفت. نسخهٔ اکسو ام نیز موفق شد به رتبهٔ نخست جدول آلبوم‌های سینا در چین، رتبهٔ چهارم جدول آلبوم‌های گائون کره جنوبی و رتبهٔ دوازدهم جدول جدول آلبوم‌های جهانی بیلبورد دست یابد. هر سه تک‌آهنگ نسخهٔ اکسو ام در جدول‌های مختلف موسیقی و ویدئویی چین قرار گرفتند و قطعهٔ اصلی آلبوم به نام «ماما» تنها یک روز پس از انتشار در صدر جدول‌ها قرار گرفت. موزیک‌ویدئوهای هر سه تک‌آهنگ در وبگاه‌های استریمینگ چینی به رتبهٔ نخست رسیدند و موزیک‌ویدئوی «ماما» از اکسو کی به رتبهٔ هفتم جدول جهانی یوتیوب دست یافت.

## فروش‌ها
| جدول              | فروش‌ها                |
| ----------------- | --------------------- |
| ژاپن (اوریکون)    | ۱۰٬۴۸۵+ (ورژن چینی)   |
| ژاپن (اوریکون)    | ۳۵٬۷۷۱+ (ورژن کره‌ای)  |
| کره جنوبی (گائون) | ۲۰۷٬۰۷۲+ (ورژن چینی)  |
| کره جنوبی (گائون) | ۲۹۴٬۴۸۶+ (ورژن کره‌ای) |

## تاریخچه انتشار
| منطقه     | تاریخ        | فرمت                | ناشر                               |
| --------- | ------------ | ------------------- | ---------------------------------- |
| جهانی     | ۹ آوریل ۲۰۱۲ | سی‌دی دانلود دیجیتال | اس‌ام انترتینمنت                    |
| کره جنوبی | ۹ آوریل ۲۰۱۲ | سی‌دی دانلود دیجیتال | اس‌ام انترتینمنت کی‌ام‌پی هولدینگز    |
| چین       | ۱ اوت ۲۰۱۲   | سی‌دی                | اس‌ام انترتینمنت گوانگ‌دونگ یین‌شیانگ |
| تایلند    | ۲۰ مه ۲۰۱۳   | سی‌دی                | اس‌ام ترو                           |